# Lineus parvulus
Lineus parvulus är en djurart som tillhör fylumet slemmaskar, och som beskrevs av Heinrich Bürger 1892. Lineus parvulus ingår i släktet Lineus och familjen Lineidae. Inga underarter finns listade i Catalogue of Life.